# Fredric Wilhelm Forsberg
Fredric Wilhelm Forsberg, född 15 augusti 1800 i Katarina församling, Stockholm, död 26 maj 1863 i Katarina församling, Stockholm, var en klavermakare i Stockholm (1825-1835). Från 1835 till 1 juli 1851 var han maskinistmästare vid Kungliga Dramatiska Teatern.

## Biografi
1821 blev han instrumentmakaregesäll hos instrumentmakaren Eric Wessberg i Maria Magdalena församling, Stockholm. 1823 blev han gesäll hos instrumentmakaren Magnus Åsell i Söderhamn. 1825 flyttade han tillbaka till Katarina församling, Stockholm och bosatte sig på kvarter Häckefjäll 18. Forsberg avled 26 maj 1863 i Katarina församling, Stockholm.
Forsberg gifte sig 28 oktober 1827 med Margareta Catharina Lind. De fick tillsammans barnen Carl Gustaf, Gustaf Wilhelm, Ludvig August, Pehr Reinhold, Margareta Carolina, Emma Christina Forsberg och Wilhelmina Sofia.

## Produktion
Lista över Forsbergs produktion.
| År   | Produkt/Arbete | Summa          |
| ---- | -------------- | -------------- |
| 1827 | Instrument     | 100 riksdaler. |
| 1828 | Instrument     | 600 riksdaler. |
| 1829 | Instrument     | 600 riksdaler. |
| 1830 | Instrument     | 600 riksdaler. |
| 1831 | Instrument     | 400 riksdaler. |
| 1832 | Instrument     | 600 riksdaler. |
| 1833 | Instrument     | 400 riksdaler. |
| 1834 | Instrument     | 400 riksdaler. |
| 1835 | Instrument     | 400 riksdaler. |
| 1836 | Instrument     | 400 riksdaler. |
| 1837 | Instrument     | 400 riksdaler. |
| 1838 | Instrument     | 400 riksdaler. |